# Flabellobelba almeriensis
Flabellobelba almeriensis är en kvalsterart som först beskrevs av Ruiz, Kahwash och Subías 1990.  Flabellobelba almeriensis ingår i släktet Flabellobelba och familjen Licnobelbidae. Inga underarter finns listade i Catalogue of Life.